# Hartmannsdorf (bij Eisenberg)

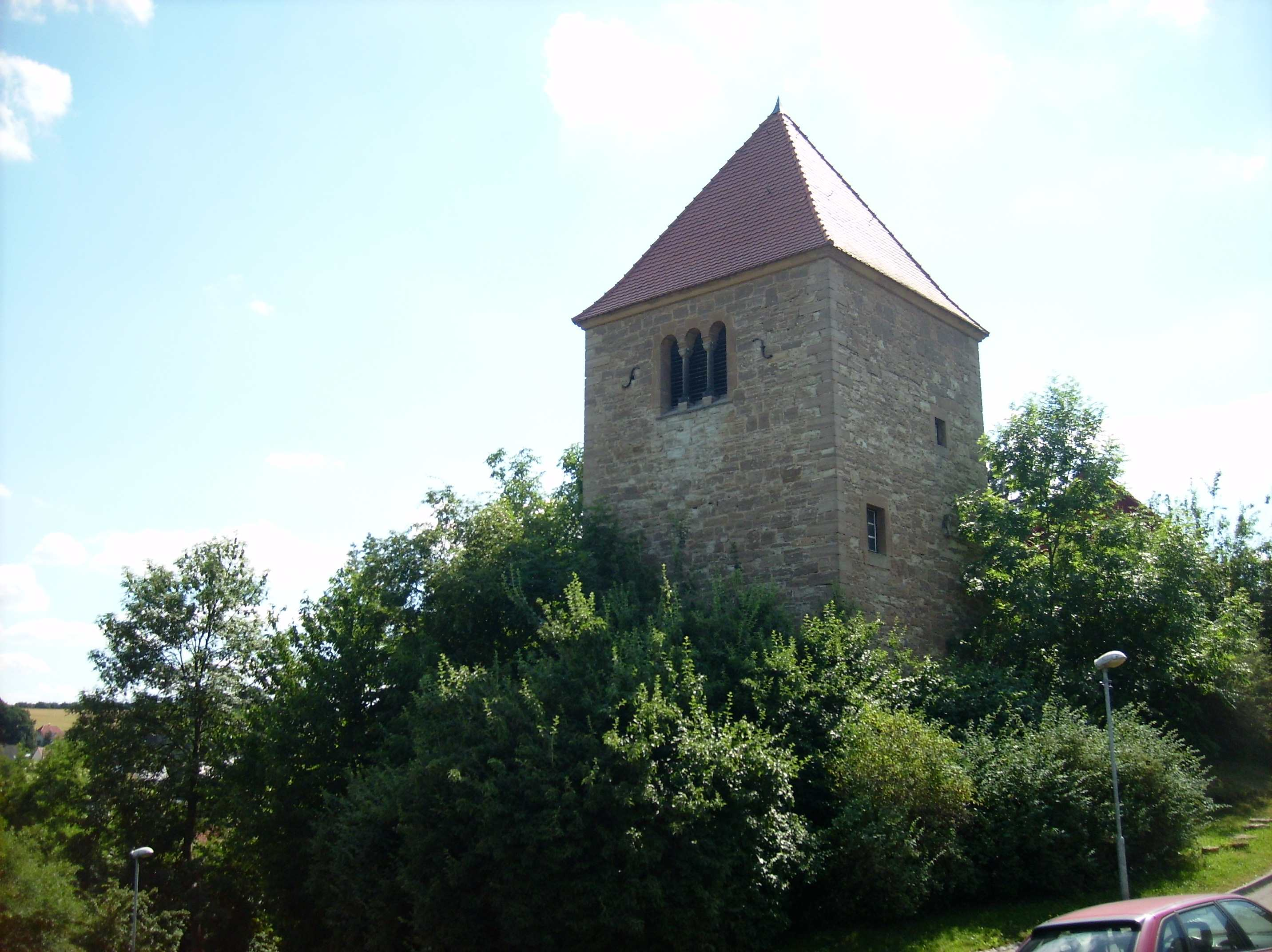
Kerktoren van Hartmannsdorf

Hartmannsdorf is een gemeente in de Duitse deelstaat Thüringen en maakt deel uit van de Saale-Holzland-Kreis.
Hartmannsdorf telt 653 inwoners.
Albersdorf · Altenberga · Bad Klosterlausnitz · Bibra · Bobeck · Bremsnitz · Bucha · Bürgel · Crossen an der Elster · Dornburg-Camburg · Eichenberg · Eineborn · Eisenberg · Frauenprießnitz · Freienorla · Geisenhain · Gneus · Golmsdorf · Gösen · Graitschen b. Bürgel · Großbockedra · Großeutersdorf · Großlöbichau · Großpürschütz · Gumperda · Hainichen · Hainspitz · Hartmannsdorf · Heideland · Hermsdorf · Hummelshain · Jenalöbnitz · Kahla · Karlsdorf · Kleinbockedra · Kleinebersdorf · Kleineutersdorf · Laasdorf · Lehesten · Lindig · Lippersdorf-Erdmannsdorf · Löberschütz · Mertendorf · Meusebach · Milda · Möckern · Mörsdorf · Nausnitz · Neuengönna · Oberbodnitz · Orlamünde · Ottendorf · Petersberg · Poxdorf · Rattelsdorf · Rauda · Rauschwitz · Rausdorf · Reichenbach · Reinstädt · Renthendorf · Rothenstein · Ruttersdorf-Lotschen · Scheiditz · Schkölen · Schleifreisen · Schlöben · Schöngleina · Schöps · Seitenroda · Serba · Silbitz · Stadtroda · St. Gangloff · Sulza · Tautenburg · Tautendorf · Tautenhain · Thierschneck · Tissa · Tröbnitz · Trockenborn-Wolfersdorf · Unterbodnitz · Waldeck · Walpernhain · Waltersdorf · Weißbach · Weißenborn · Wichmar · Zimmern · Zöllnitz